# Esquerda de Galicia
Esquerda de Galicia (EdeG) (en idioma español Izquierda de Galicia) fue un partido político de Galicia (España) activo entre 1998 y 2002 y dirigido por Anxo Guerreiro. Contó con dos diputados en el Parlamento de Galicia entre 1997 y 2001.
Esquerda de Galicia surgió como resultado de la crisis interna que sufrió Esquerda Unida (entonces Esquerda Unida-Esquerda Galega), federación gallega de Izquierda Unida, cuando su consejo nacional, encabezado por el coordinador general, Anxo Guerreiro (apoyado a nivel nacional por el Partido Democrático de la Nueva Izquierda y también por Iniciativa per Catalunya), decidió pactar con el PSdeG-PSOE y Os Verdes para acudir en coalición a las elecciones autonómicas gallegas de 1997. Este acuerdo fue desautorizado por la dirección federal de IU presidida por Julio Anguita, la cual decidió presentar una lista alternativa integrada por los militantes de Esquerda Unida descontentos con el pacto con socialistas y verdes. Tras una disputa judicial en la que ambos grupos pretendían hacer uso de las siglas de Esquerda Unida, el grupo fiel a la dirección federal pudo presentarse finalmente como Izquierda Unida, en tanto que la coalición con socialistas y verdes lo hizo bajo las siglas PSdeG-PSOE/EU-EG/OV, manteniendo la denominación de Esquerda Unida-Esquerda Galega (EU-EG).
Tras las elecciones, Anxo Guerreiro y Xosé Manuel Pazos obtuvieron sendos escaños por EU-EG dentro de la coalición y constituyeron el Grupo Mixto del Parlamento de Galicia. En 1998 los fieles al coordinador general Anxo Guerreiro constituyeron Esquerda de Galicia (EdeG).
En las elecciones municipales de 1999, EdeG se presentó en coalición con Os Verdes, cosechando resultados muy discretos (10.146 votos, 0,65%) que se tradujeron en apenas diez concejales en toda Galicia y que no consiguieron superar a sus rivales de Esquerda Unida (14.429 votos). En las elecciones al Parlamento Europeo celebradas simultáneamente, Esquerda de Galicia formó parte de la coalición Los Verdes-Las Izquierdas de los Pueblos, junto con Los Verdes, Iniciativa per Catalunya-Verds, Chunta Aragonesista e Izquierda Andaluza. EdeG situó a su candidata, Lourdes Díaz, en cuarto lugar. La coalición, que obtuvo 3.920 votos en Galicia (0,26%), el peor porcentaje entre en las comunidades autónomas en las que un miembro de la coalición tenía su ámbito de actuación, y un 1,45% en toda España, no obtuvo representación.
En las siguientes elecciones al Parlamento de Galicia, EdeG trató de revalidar su pacto con los socialistas, los cuales no se mostraron interesados. Debido a ello, EdeG se presentó en solitario obteniendo unos resultados muy pobres que no le permitieron obtener representación (5.001 votos, 0,33%), y que llevaron a Anxo Guerreiro a dimitir. En mayo de 2002, EdeG decidió disolverse.

## Resultados electorales
| Resultados electorales de Esquerda de Galicia | Resultados electorales de Esquerda de Galicia | Resultados electorales de Esquerda de Galicia | Resultados electorales de Esquerda de Galicia | Resultados electorales de Esquerda de Galicia |
| Elecciones                                    | Candidatura                                   | Votos                                         | Porcentaje                                    | Representantes                                |
| --------------------------------------------- | --------------------------------------------- | --------------------------------------------- | --------------------------------------------- | --------------------------------------------- |
| Elecciones autonómicas de 1997                | PSdG/EU-EG/OV                                 | 310.508                                       | 19,72 %                                       | 2 diputados (de 15)                           |
| Elecciones municipales de 1999                | Esquerda de Galicia - Os Verdes               | 10.146                                        | 0,65%                                         | 10 concejales                                 |
| Elecciones europeas de 1999 a                 | Los Verdes - Las Izquierdas de los Pueblos    | 3.920                                         | 0,26%                                         | 0                                             |
| Elecciones autonómicas de 2001                | Esquerda de Galicia                           | 5.001                                         | 0,33%                                         | 0                                             |

a Votos atribuibles en Galicia.